# Talsi (novads)
Talsi (letton : Talsu novads) est un novads de Lettonie, situé dans la région de Kurzeme. En 2019, sa population est de 27 730 habitants.

## Géographie
La municipalité de Talsi est située à l'est de la péninsule de Kurzeme. Son territoire d'une superficie de 1 763 km2 n'a pas de sortie sur la côte du golfe de Riga. Au nord-est de la paroisse de Vandzene, son territoire est séparé de la baie par une bande de 500 m de large faisant partie des paroisses de Roja et Mērsrags.